# Chronologie de Relizane
 (mars 2025).
Motif : je ne vois pas la nécessité d'avoir une page autonome sur l'histoire de la ville, alors que la section « Histoire » de la ville peut tout à fait présenter la chronologie de la ville.
- Archive Wikiwix
- Bing
- Cairn
- DuckDuckGo
- E. Universalis
- Gallica
- Google
- G. Books
- G. News
- G. Scholar
- Persée
- Qwant
- (zh) Baidu
- (ru) Yandex
- (wd) trouver des œuvres sur Wikidata

| 1. | Préciser le motif de la pose du bandeau. | Précisez le motif de la pose du bandeau en utilisant la syntaxe suivante : {{admissibilité à vérifier\|date=août 2025\|motif=remplacez ce texte par le motif}}                               |
| 2. | Informer les utilisateurs concernés.     | Pensez à avertir le créateur de l'article, par exemple, en insérant le code ci-dessous sur sa page de discussion : {{subst:avertissement admissibilité à vérifier\|Chronologie de Relizane}} |

Chronologie de Relizane est une présentation chronologique, par date, d'évènements historiques de la ville de Relizane en Algérie .

## Antiquité
- IIe siècle av. J.-C : Il existe de nombreuses preuves archéologiques indiquant la présence de la ville de Mina.[1]

- 40 :Les Romains occupèrent Mina
- 42 : Les Romains mettent fin à la révolte  Aedemon[2].
- 122 : Les baquates attaquent toutes les villes situées dans la plaine de Chlef
- 253 : Le déclenchement de la révolte de Sisga
- 429 : Les Vandales envahissent l'Afrique du Nord et prennent Bejaia et Carthage comme capitale
- 484 : Cecilius Représentant du diocèse de Mina, le concile  de Carthage[3].
- 525 :Secondin Représentant du diocèse de Mina et seul présent de la Mauritanie césarienne[3].
- 534 : Les Byzantins battent les Vandales et soumettent l'Afrique du Nord.

## Période médiévale islamique
- 1360 : Le nom Relizane " Ighil Izene " apparaît pour la première fois à l'époque Zianides dans le livre de Yahya Ibn Khaldoun et Le sultan Abou Hammou Moussa II installe son camp .

## La colonisation française

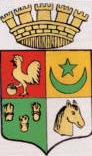
Blason de la ville

- 1842 : L'arrivée de l'avant-garde de l'armée française dans la région[4].
- 1844 :Restauration du barrage romain par le génie militaire[5].
- 1850 : Mise en place d'un réseau hydraulique pour irriguer les terres.
- 1853 : Arrivée des premiers colons du Gard français[6].
- 1857 : Relizane voit le jour sur décret du 24 janvier , signé par Napoléon III[7].
- 1860 : Création du village nègre Il est personnalisé pour les indigènes  [8]
- 1862 :16 Avril création d'un centre Bouguirat affiliée au centre Relizane [9]
- 1864 :Relizane devient une commune de plein exercice sur décret[7].
- 1864 :31 mai Les colons français fuient la ville en raison des attaques des forces de Sidi Lazrag Belhadj [10]
- 1864 : 05 juin Le martyre de Sidi Lazrag Belhadj par les forces du général Rose venues de la garnison de Mostaganem [10]
- 1865 :21 mai Visite de l'empereur Napoléon III à la ville[11].
- 1867 : De nombreux habitants de Relizane sont morts à cause de l'épidémie de choléra[12].
- 1869 : Bouguirat devient une commune pleine exercice [9]
- 1871 : AGARD Louis  premier maire de Relizane
- 1930 : Célébration du centenaire de l'occupation de l'Algérie
- 1934 :La création le Club Rapid Relizane[13].
- 1939 Création d'un centre de réfugiés pour les Espagnols[14].
- 1942 : Les forces armées américaines arrivent pour combattre les nazis en Afrique du Nord
- 1942 : Les forces américaines s'installent dans la ville de Relizane[15].
- 1945 Seconde Guerre mondiale s'est terminée par la victoire des forces alliées
- 1945 :Manifestations du 1mai dans la ville[16].
- 1945 : Manifestations du 8 mai dans la ville[17].
- 1946 Messali Hadj debarqué à relizane ,à son retour d'éxil[16].
- 1948 :Création OS qu'il a présidé[16].
- 1950 : Les forces de sécurité françaises ont découvert l'organisation et arrêté ses membres[16].

## Révolution algérienne
- 1955 :La création de l'arrondissement de Relizane par décret 28 aout[18].
- 1956 :Relizane rattaché au nouveau département de Mostaganem par le décret  du 28 juin[18].
- 1956 : Fin septembre, les forces de sécurité françaises ont découvert la cellule de FLN[19].
- 1958 : Siège de la ville et installation d'un camp de prisonniers[20].

## Après l'indépendance
- 1962 : Les habitants de la ville expriment leur joie face à l'indépendance de l'Algérie[21].
- 1984 : Relizane est devenue chef lieu de la Wilaya de Relizane[22].
- 1987 : Un match amical a eu lieu entre l'équipe nationale algérienne et le Olympique  Marseille au stade Zougari Taher.ex "El intisar ''.

## Référencement